# Nauphoeta cinerea
Nauphoeta cinerea  — вид комах, що належить до родини велетенських тарганів.

## Опис
Довжина тіла самиці сягає 30 мм, самця — 25 мм. Статевий диморфізм слабко виражений: самець і самиця практично не відрізняються одне від одного, хоча самиця помітно більша за самця.

## Поширення
Батьківщина цього таргана — Південна Америка, але сьогодні, завдяки зв'язкам з людиною, невибагливості та швидкому розмноженню, їх можна зустріти й в інших місцях планети.

## Розмноження
Перед паруванням самець залицяється до самиці. Він підіймає крила й виділяє запах, який приваблює до нього самицю. Вид яйцеживородний. Оотеку самиця виношує в своєму череві. Час від часу вона дістає її, щоб провітрити, а потім забирає назад. Якщо самиця скинула оотеку, значить вона була незаплідненою або були проблеми в розвитку. На світ з'являється до 30 крихітних личинок.

## Утримання в неволі
Nauphoeta cinerea є однією з найпопулярніших кормових культур для ящірок, амфібій, павуків-птахоїдів, домашніх їжаків, і найпопулярнішим із кормових комах. Nauphoeta cinerea нежирний і дієтичний — ним можна годувати навіть тварин із великою печінкою. Він невибагливий в утриманні: достатньо інколи обприскувати стінки контейнера водою й залишати шматочки їжі (інакше таргани почнуть нападати одне на одного) — хліб, сирі овочі, фрукти.